# 斯坎诺
斯坎诺（義大利語：Scanno），是意大利阿奎拉省的一个市镇。总面积134.34平方公里，人口1986人，人口密度14.8人/平方公里（2009年）。ISTAT代码为066093。